# Per Hüttner

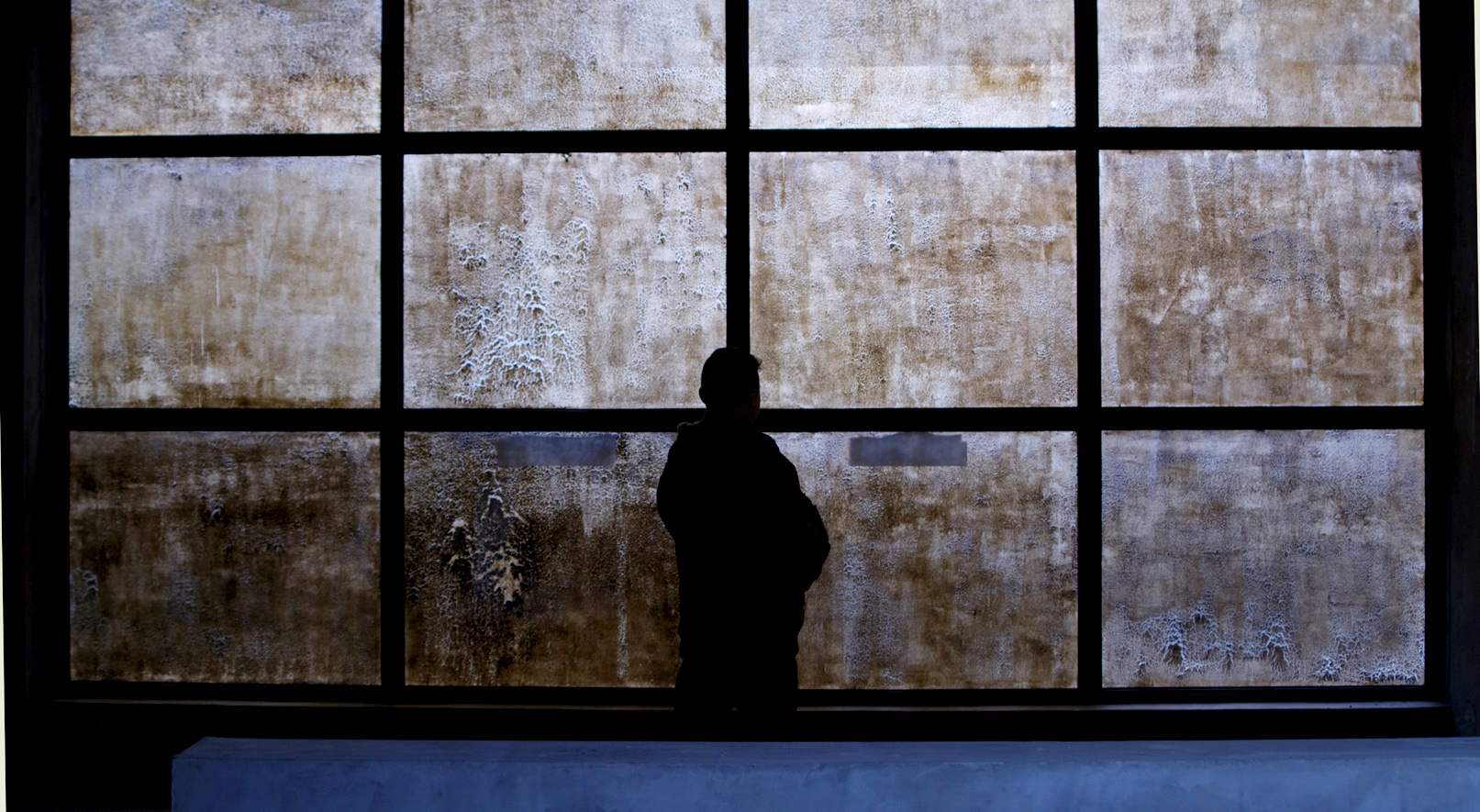
Putting Out the Fire with Gasoline, använd motorolja och kycklingsblodstempera på glas, 2011.

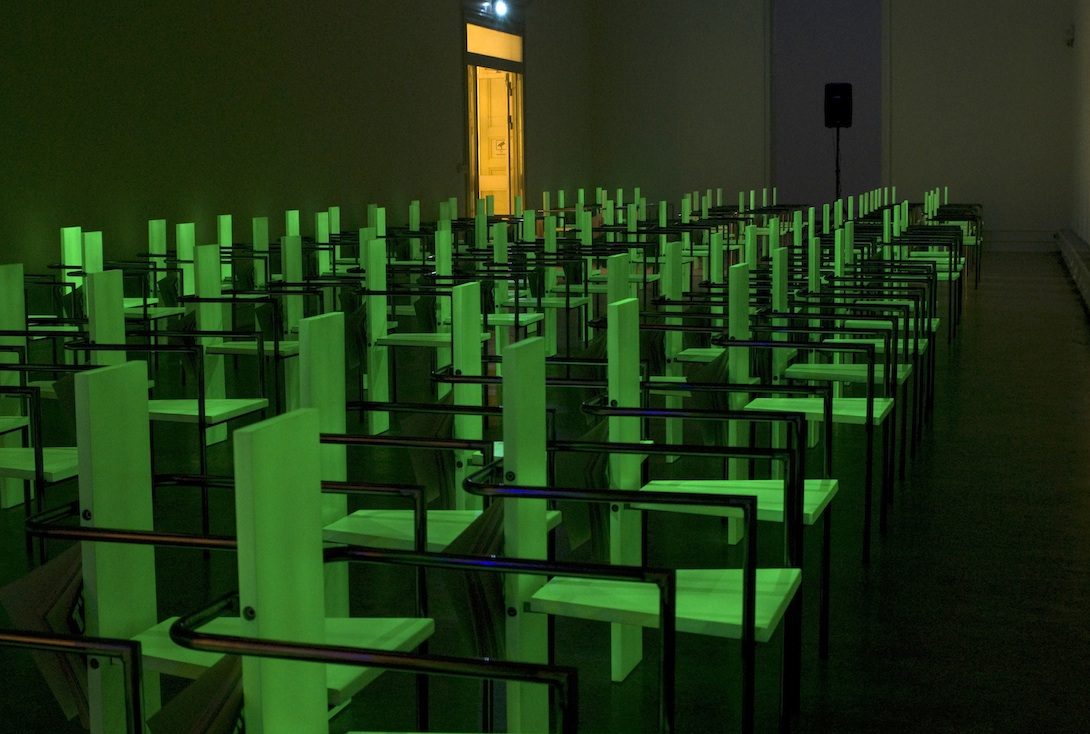
(In)visible Dialogues, 2011, fosforescerande kopior av Jonas Bohlins Concrete och katalog av Åbäke (natt).

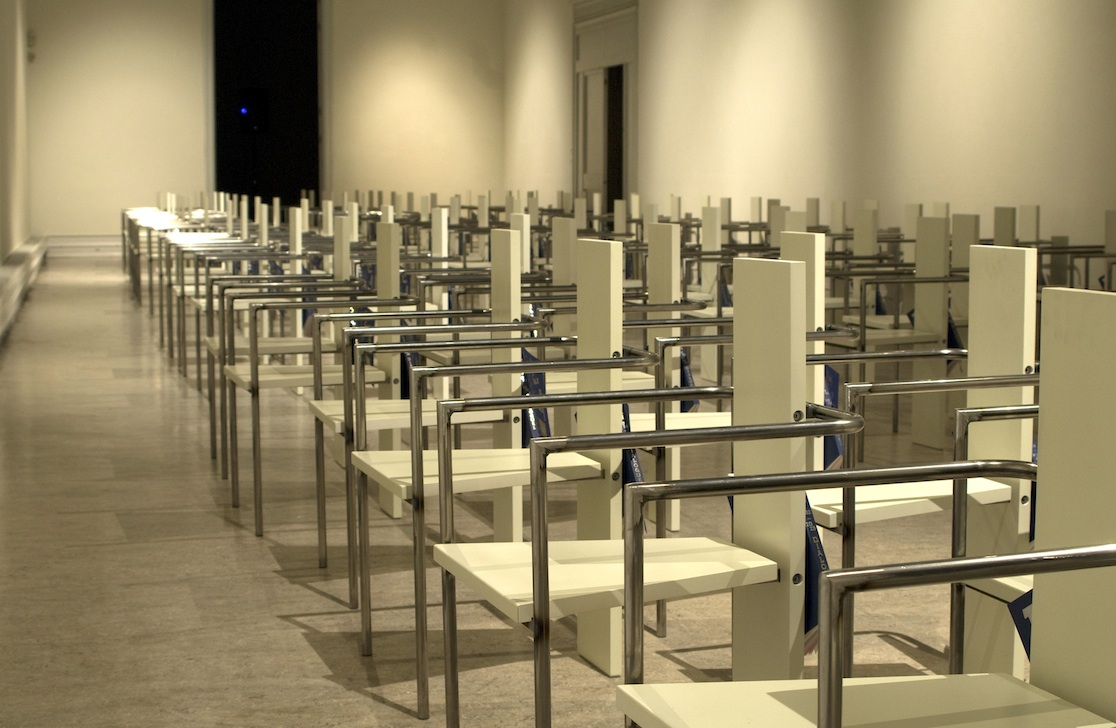
(In)visible Dialogues, 2011, fosforescerande kopior av Jonas Bohlins Concrete och katalog av Åbäke (dag).

Per Allan Hüttner, född 11 februari 1967 i Oskarshamn, är en svensk konstnär bosatt i Paris och Stockholm. Han studerade vid Kungliga Konsthögskolan i Stockholm (1988-1993) och Hochschule der Künste i Berlin (1991-1992). Han är mest känd för sina fotografiska verk  och sina interaktiva utställningsprojekt som befinner sig i ständig förändring. Ett antal monografier om konstnären har publicerats och däribland kan nämnas Per Hüttner, 2003; I am a Curator, 2004; Repetitive Time, 2006; Xiao Yao You, 2006; Democracy and Desire, 2007; The Imminent Interviews, 2010; (In)visible Dialogues, 2011  och The Quantum Police, 2011 .

## Biografi
Hüttner föddes 1967. Hans far Bengt, som var av judisk börd, dog i en bilolycka 1971. Han bodde på olika platser i Sverige tills han vid 24 års ålder flyttade till Berlin. Hans liv har sedan dess karaktäriserats av nomadiskt arbete där resor och internationella dialoger är centrala i hans konstnärliga verksamhet.. Han bodde i London och Los Angeles tills han 2002 gjorde Paris till sin bas. Hüttner var en av grundarna av de konstnärsdrivna gallerierna Konstakuten i Stockholm (1996-2001) och The Hood Gallery i Los Angeles (2001-2003). Han är också grundare av den experimentella forskningsgruppen Vision Forum. 

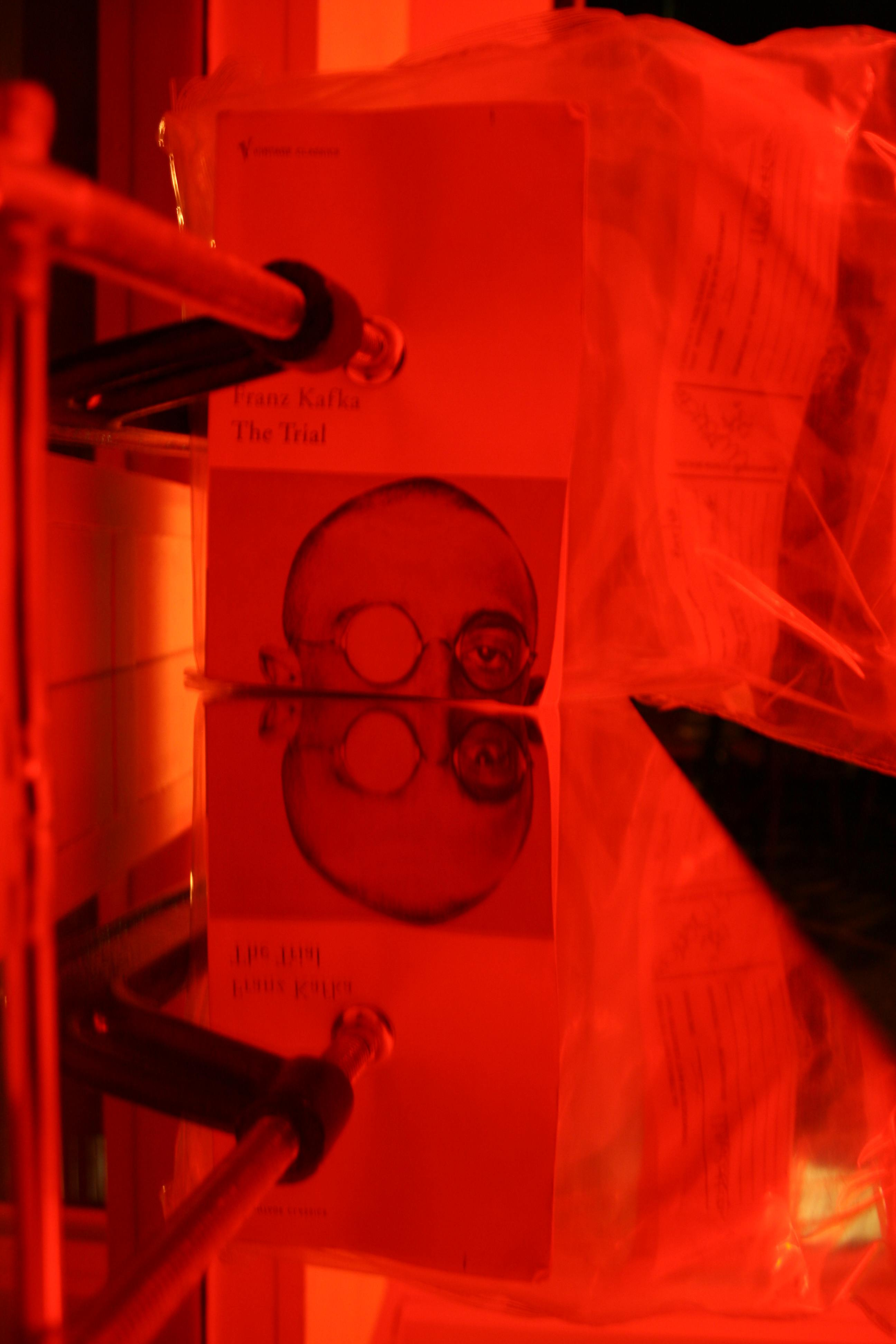
Quantum Police Installation, 2011
Installation på Cartel, London, kinesisk och engelsk version av Franz Kafkas "Processen", Tving, bevismaterial från engelska polisen och spegel.

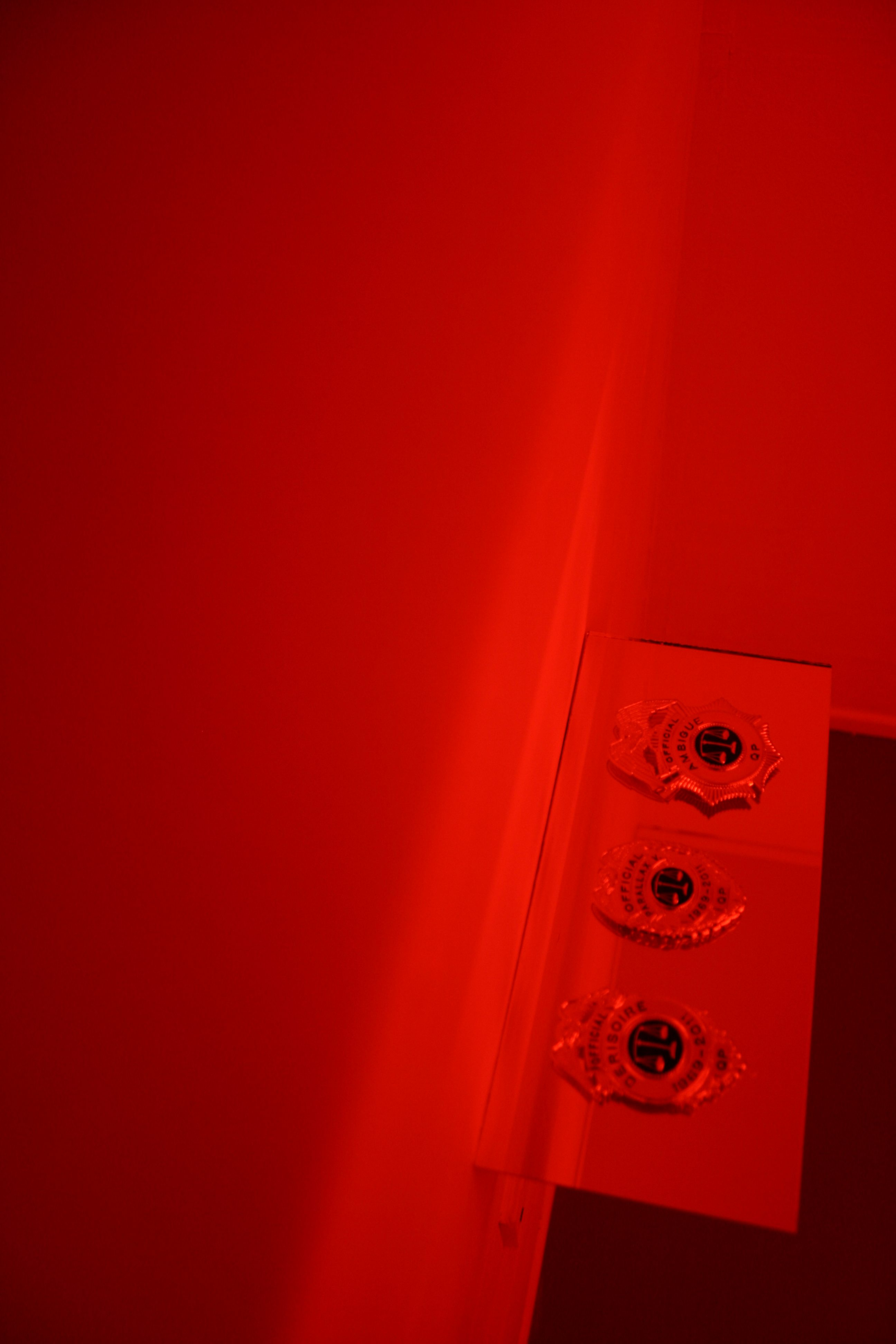
Quantum Police Installation, 2011
Installation på Cartel, London, polisbrickor och spegel

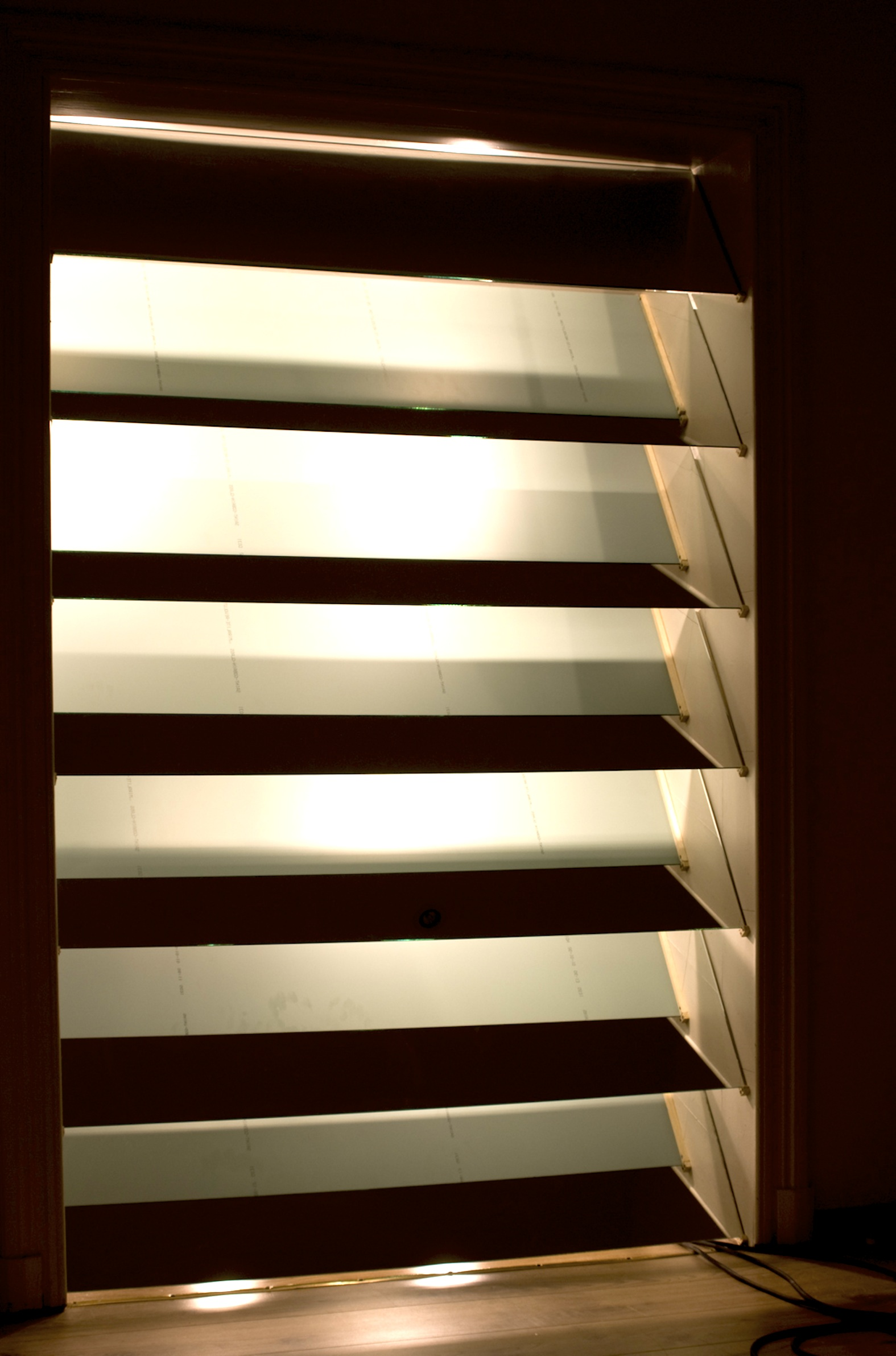
Quantum Police, 2011
Installation på Lambert Gallery, speglar och halogen lampor.

## Konstnärlig produktion
Hüttners konstnärliga arbete är centrerat runt grundläggande metafysiska frågor. Han undersöker hur den yttre världen och den inre mänskliga verkligen interagerar över tid för att forma våra liv och värderingar. Han är inspirerad av filosofer som Friedrich Nietzsche och Gilles Deleuze och har lärt sig av dem hur större politiska, ekonomiska och sociala strukturer påverkar individen och vice versa. Hüttner arbete behandlar ofta processer, förändring och överskridandet av olika gränser – såväl sociala som konstnärliga. Han låter ofta olika genrer och discipliner mötas i ett och samma projekt och hans arbete dialogerar med performance historien och utforskar genren på innovativa sätt.
I slutet av 80-talet och i början på 90-talet använde Hüttner datorer och video och andra nya media i sina verk. Han var en av de första konstnärerna som skapade installationer där datorer användes som ett skulptural element. Konstnären använde samtidigt dessa för att presentera rik, omfattande och komplex information. Hüttner använde också modern medicinsk vetenskap för att utveckla verk utifrån forskning om den mänskliga hjärnan på t.ex. Pitt Rivers Museum i Storbritannien. Han skapade också utställningar, publikationer och föreläsningar med biokemiprofessorn Elias Arnér som behandlade relationen mellan konst, vetenskap och människokroppen. I Begrepp - En Samling bjöd de tillsammans in konstnärer och vetenskapsmän till en dialog om metafysiska frågor.
I slutet av 1990-talet tog Hüttner sina tvärvetenskapliga erfarenheter och översatte kunskapen och erfarenheterna till en serie installationer som undersökte förhållandet mellan konstobjekt och utställningen som uttrycksform. Under 2001 satte han samman en utställning på Nylon i London med Goshka Macuga och Gavin Wade. Han genomförde även flera utställningar som behandla liknande frågor och där publiken aktivt engagerade sig  i att kontinuerligt omforma utställningen bl.a.: I am a Curator på Chisenhale Gallery i London, Repetitiv Tid på Göteborgs konstmuseum och Participate på CEAC i Xiamen, Kina och på Basekamp i Philadelphia.
Parallellt med denna undersökning, utvecklade Hüttner fotografiprojektet "Jogging in Exotic Cities" där konstnären joggade långa sträckor vid upprepade tillfällen i städer som fortfarande kunde anses exotiskta för en västerländsk publik. I fotografierna ser vi konstnären klädd i vita kläder . Han rör sig genom kaotiska städer som Chennai, Mexico City, Amman och Lusaka. Projektet är ett av Hüttners hittills mest uppmärksammade. Det har visats på museer i USA, Spanien, Polen, Rumänien, Österrike, Kina och Sverige.
Under 2004 utvecklade Hüttner de performativa aspekterna i det ovan nämnda projektet och knöt det till forskning om förväntningar samt för gränserna för hur vi skapar vår verklighet och hur detta förhåller sig till dokumentärt fotografi. Han producerade en serie fotografier där han iscensatte improviserade minnesmärken i storstäder runt om i världen. Dessa improviserade skulpturer indikerade att en olycka eller våldshandling hade begåtts på denna specifika plats. Arbetet väckte diskussioner om skillnader och likheter mellan dokumentär traditioner och fiktion. Denna serie fotografier markerar en tydlig skifte fokus i Hüttners arbete, där han söker att porträttera det inre livet hos människor, snarare än en diskussion om de yttre uttrycken i det sociala livet. I katalogtexten till utställningen ”Xiao Yao You” där konstnären visade en stor del av det aktuella materialet på Guangdong Museum of Art i Kanton skriver, Zhang Wei, utställnings curator:
 "Den oupphörliga rörelsen består inte i att få en allt mer exotiska kunskap om världen, det är snarare ett sätt att utforska och återupptäcka jaget. Detta är vad jag ser i Pers arbete när jag möter hans bilder. Verkligheten som presenteras har lite med den fysiska värld som omger oss att göra, utan är en verklighet som är osynlig och psykologisk. Jag ser en förhandling och dialog mellan konstnärens inre och yttre världar. I detta psykologiska landskap, beskriver han sina bekymmer, hans strävan efter mänskliga känslor, och hans enträgna förkastande det stiliserade, stillastående eller ytliga livet. Det får mig att tänka på den kinesiska filosofen Zhuang Zi och hans idé om 'Xiao Yao You' eller att ’flytta sig hämningslöst.’ Denna filosofi innebär inte bara hur man kan röra sig fritt i det fysiska rummet, utan är också en metafor för hur människor kan överbrygga olika typer av hinder och uppnå en frihet i sitt inre liv.”
Resan i den mänskliga själen utvecklades ytterligare i en annan fotografisk svit 2006-07 under titeln Democrcy and Desire. Bilderna togs mestadels på natten med mycket långa exponeringstider. Förhållandet mellan individen och dess sökande efter personlig frihet från sociala konventioner har återigen kommer i förgrunden i dessa drömlika fotografier. I katalogtexten till utställningen diskuteras bilderna. Men det är svårt att utröna vem som författat texten och det verkar som texterna på svenska, engelska, spanska och rumänska är skrivna av olika författare – något som är typiskt för konstnärens arbetsmetod:
 "Det psykiska och/eller fysiska rummet där själen får fritt spelrum är väldigt individuellt och är oerhört svårt att definiera. Men det blir snabbt ännu mer komplicerad eftersom denna frihet aldrig kan säkerställas av lagstiftning, konsumtionssamhälle eller demokrati – lika lite som självförtroende kan lagstadgas. Som konstnärer är det vårt främsta ansvar att kämpa för rätten att behålla och njuta av denna frihet – såväl för oss själva som för andra. Det betyder att vi måste ha en extremt välgrundad tro på oss själva och det arbete som vi utför. Mänskligheten kommer alltid att vara engagerade i en kamp för att skydda denna frihet och kanske det är också en bra definition av vad en konstnär är - en självsäker försvarare av de aspekter av själen som inte kan försvaras på något annat sätt."
Sedan 2007 har Hüttner återgått både till en dialog med vetenskap samt att arbeta med video. I en uppföljare till Begrepp - En Samling från 1992, skapade Hüttner och Arnér ett projekt med titeln (In) Visible Dialoges som fokuserade på en rad dialoger mellan konstnärer, designers, musiker och forskare på Konstakademien i Stockholm 2011. Han uterupptog också dessa frågor på ett mindre direkt sätt i separatutställningar i Frankrike, Kina, England  och i Sverige. Installationer som "Do not Go Gently", "The Quantum Police" och "Imminent" ser vi excentriska människor engagerade i oväntade och surrealistisk forskning som tvingar besökaren att reflektera över relationen mellan verklighet och fiktion. I sin text om den sistnämnda, visar utställningens curator Cecilia Canziani att detta är ett urgammal problematik:
 "I Platons Symposium, kanske den mest kända av hans dialoger, berättar Aristofanes att en gång i tiden hade människan två huvuden, fyra armar, fyra ben, de var fullständiga, en helhet, en enhet. Men på grund av människans arrogans straffade Zeus dem genom att dela upp människan i två halvor: män och kvinnor. Sedan dess letar vi ständigt efter att bli fullkomliga genom mötet med den andra. Detta är inte bara en metafor för kärlek, utan även en symbol för dialektiken mellan individen och kollektivet som informerar den politiska organisationen av samhället. I "Immanent" är det inte bara berättelsen som är fragmenterad, utan även karaktärerna i narrationen flyter in och ut ur varandra. Olika skådespelare spelar samma roll, en person förvandlas till en annan och påminner oss om den strävan efter den enighet som Platon beskriver."
Parallellt med dessa utställningsprojekt har Hüttner arbetat med performances som överskrider gränserna för akademiska presentationer, guidade turer, performance och stå-up komik. Dessa verk har visats på konstinstitutioner som MACRO i Rom, CAPC i Bordeaux, Rockbund Art Museum i Shanghai, Tate Britain och på Hayward Gallery i London. Andra har visats som en integrerad en del av experimentella projekt som The Invisible Generation och i den internationella gruppen OuUnPo. Dessa performancebaserade verksamheter har också lett till en fruktsamt forskningssamarbete med den turkiska författaren/curatorn Fatos Üstek. Projektet började som en kreativ författardialog i den engelska-österrikiska tidningen Nowiswere där en serie dramatiska texter publicerades. Samarbetet har dessutom utmynnat i performances på museer som Nikola Tesla Museum i Belgrad och Tate Modern i London samt i det offentliga rummet i New York, Philadelphia, Porto och Aten.

## Separatutställningar (i urval)
- V8skan Nobelmuseet, Stockholm (2015)[59]
- The Silence Galleri Fagerstedt, Stockholm (2015)[60]
- Poseidon Recreates Lake Texcoco", Alam + Petrov and Casa Punk, Mexico City, Mexico med Jean-Louis Huhta (2014)
- Flesh, Valerie Lambert Gallery, Bryssel, Belgien (2012)
- (In)Visible Dialogues (med Elias Arnér), Konstakademien, Stockholm (2011)[9]
- Quantum Police, Valerie Lambert Gallery, Bryssel; DKTUS Stockholm och Putting Out the Fire with Gasoline, Manufactura’s Studio, Wuhan; The Old Police Station and Cartel in London (2011)[10]
- >unknown at Zendai Contemporary Art Exhibition Hall, Shanghai (2010)[8]
- Imminent, Fei Contemporary Art Center, Shanghai (2010)[8]
- Do not Go Gentle, ERBA and Musée du Temps, Besançon (2009)[8]
- Xiao Yao You, Guangdong Museum of Art, Kanton (2006)[8]
- Tundro, Contemporary Art Gallery, National Museum, Szczecin (2006)[8]
- Repetitive Time, Göteborgs Konstmuseum, Göteborg (2006)[5]
- Per Hüttner, Xposeptember, Liljevalchs Konsthall, Stockholm (2005)[61]
- I Am a Curator, Chisenhale Gallery, London (2003) [62]

## Grupputställningar (i urval)
- Normalcy, Moderna Bar, Moderna museet, Stockholm (med Isabel Löfgren, Samon Takahashi, Jean-Louis Huhta etc.) (2014)
- Formas únicas da continuidade no espaço, 33 Panorama da arte brasileira (kuraterad av Lisette Lagnado), Museu de Arte Moderna de São Paulo, São Paulo, Brasilien (2013)
- Godzilla and the Phoenix, OuUnPo-Japan, Wacoal art Center, BankART och Sveriges Amassad; Tokyo/Yokohama, Japan (2013)
- Transmedia, (curated by Yang Qingqing), Palais de Tokyo, Paris, Frankrike (2013)
- An Opera in Five Acts, David Roberts Arts Foundation, London, England (med Fatos Ustek) (2012-13)
- Le choix de titre est un faux problème, CNEAI Paris, Paris,Frankrike [63] (2011)
- Concrete Poetry, Hayward Gallery, London, England (2011) [10]
- The Invisible Generation (Som “Private Contractors” med Olav Westphalen), Les Kurbas Center; The National Museum of Art and artist street, Kiev, Ukraina (2010)[14]
- Nothing to Declare, 4th. Oberschwaben Contemporary Art Triennial, Friedrichshafen (2008)[64]
- Art is always somewhere else, International Biennial of Young Artists, Bukarest, Rumänien (2006)[65]
- 20 Years!, Bonniers Konsthall, Stockholm, (2006)[66]
- Copy-Art.net, ICA, London, England och MACBA Barcelona, Spanien (2004)[67]
- BIDA 2003, Centro de Arte de Salamanca (2003)[7]
- Slowdive, Yerba Buena Center for the Arts, San Francisco, USA (2002)[7]
- 3 in 1, Nylon Gallery, London, England (med Gavin Wade och Goshka Macuga)[68]
- Fasten Seatbelts, Galerie Krinzinger, Wien, Österrike (1998)[7]

## Monografier (i urval)
- The Quantum Police, med texter Anne Klontz; Johnny Ross and Willie Hansen (1969), Wang Xiao Ping. Design Erik Månsson, utgiven av Lambert Gallery and Vision Forum 2011, ISBN 978-91-978934-5-9.
- (In)visible Dialogues, 2011, design Åbäke. Utgiven av Dent-de-Leone. ISBN 978-91-978934-3-5 och ISBN 978-0-9561885-5-7
- The Imminent Interviews, 2010, utgiven av Fei Contemporary Art Center, Shanghai and Vision Forum 2010, ISBN 978-91-978934-4-2
- Per Hüttner: Democracy and Desire, 2007, design Åbäke. Utgiven av Vacio 9 and The Rumanian Cultural Institute. ISBN 978-91-633-0548-1.
- Per Hüttner: Xiao Yao You, 2006, texter av by Bo Nilsson and Zhang Wei, design byboth. Utgiven av Guangdong Museum of Art. ISBN 978-91-631-9345-3.
- Per Hüttner: Repetitive Time, 2006, texter av Lena Boëthius, Laurent Devèze, Per Hüttner, Claire Canning och Stéphanie Nava, design Henrik Gistvall. Utgiven av Göteborgs Konstmuseum. ISBN 91-631-7127-9.
- Per Hüttner: I am a Curator, 2005, texter by Per Hüttner, Hannah Rickards, Celine Condorelli, Gavin Wade, Veronique Wiesinger, Duncan McLaren, Lisa LeFeuvre och Scott Rigby. Utgiven av Chisenhale Gallery. ISBN 91-631-5132-4
- Per Hüttner. texter av Duncan McLaren. Utgiven av Föreningen Curatorial Mutiny, Stockholm, 2004. ISBN 9163151316.

## Representerad (i urval)
- Göteborgs konstmuseum[69], Göteborg, Sverige.[7]
- Guangdong Museum of Art, Kanton, Kina[7]
- Contemporary Art Gallery, National Museum, Szczecin, Polen[7]
- Bonniers Konsthall, Stockholm, Sverige[7]
- Abecita konstmuseum, Borås, Sverige
- Zendai Contemporary Art Exhibition Hall, Shanghai, Kina[10]
- Museu de Arte Moderna de São Paulo, São Paulo, Brasilien